# Іне Маріє Вільманн
Іне Маріє Вільманн (норв. Ine Marie Wilmann; нар. 18 лютого 1985, Берум, Норвегія) — норвезька акторка.

## Життєпис
Ейлі Гарбо народилася 18 лютого 1985 року у Берумі. Закінчила Національну академію мистецтв в Осло (2011).

## Фільмографія
- Білий лебідь (2018)
- Кривава поїздка (2020)
- Троль 2 (2025)

## Нагороди та номінації
| Рік  | Нагорода  | Номінація               | Робота | Результат |
| ---- | --------- | ----------------------- | ------ | --------- |
| 2019 | Берлінаре | European Shooting Stars | —      | Перемога  |